# Cirrocumulus stratiformis
Il cirrocumulus stratiformis (abbreviazione Cc str) è una delle specie in cui possono presentarsi le nubi del tipo cirrocumulo, che si formano ad altitudini medio-alte.

## Caratteristiche
Queste nubi si presentano come una serie di piccoli cirrocumuli che tendono a coprire gran parte del cielo, disponendosi sempre in sottili strati (da cui la designazione stratiformis). Tra le nuvolette costituenti lo strato ci sono sempre spazi vuoti o squarci liberi.